# 福智院
福智院（ふくちいん）は、奈良県奈良市福智院町にある真言律宗の寺院。山号は清冷山。本尊は地蔵菩薩。

## 歴史
寺伝では、天平8年（736年）に聖武天皇の勅願で玄昉によって創建された清水寺が当院の始まりであるという。その後荒廃し、建長6年（1254年）に興福寺大乗院の実信が残されていた経蔵を本堂に改めて再興し、後に福智院に改名したという。また、その後に叡尊によって再建がなされている。本尊の地蔵菩薩は地蔵大仏とも呼ばれる大きなものである。『沙石集』にも霊験あらたかな「霊仏」として記されている。

## 境内
- 本堂（重要文化財） - 建長6年（1254年）に興福寺大乗院の僧・実信により再建。もとは清水寺の経蔵であったという。大仏様の様式が見られる。
- 勝軍地蔵堂
- 石塔婆群 - 大半は板碑に五輪塔が描かれているもの。
- 庫裏
- 山門

## 文化財

### 重要文化財
- 本堂 附：旧軒平瓦（1枚） - 鎌倉時代。
- 木造地蔵菩薩坐像 - 本尊、鎌倉時代。像高2.7メートル。台座と光背を含めた総高は6.7メートルに及ぶ。結跏趺坐（坐禅する時の脚の組み方）ではなく安坐し、右手に錫杖、左手に宝珠を持つ。台座は蓮華座ではなく、奈良時代以前に流行した古風な裳懸座とし、光背には560体の地蔵菩薩の小像を表す。胎内銘によれば、建仁3年（1203年）に発願され、建長6年（1254年）に開眼供養が行われている。

## 前後の札所
大和北部八十八ヶ所霊場
6 十輪院　-　7 福智院　-　8 新薬師寺
大和地蔵十福霊場
3 十輪院　-　4 福智院　-　5 帯解寺

## 年中行事
- 玄昉忌 - 開山の玄昉の忌日である6月18日に福智院と頭塔で催される。

## 周辺
- 十輪院
- 元興寺